# Список керівників держав 1574 року
Список керівників держав 1574 року — це перелік правителів країн світу 1574 року.
Список керівників держав 1573 року — 1574 рік — Список керівників держав 1575 року — Список керівників держав за роками

## Європа
- Англія
  - Король Англії — Єлизавета I (1558—1603)
- Балканський півострів
  - Герцогство Архіпелагу — Йосип Насі (1566—1579)
  - Князь-єпископство Чорногорія — Пахомій II (1569—1579)
- Балтія
  - Курляндське єпископство — Маґнус Данський (1560—1583)
  - Герцогство Курляндії і Семигалії — Готтгард фон Кеттлер (1561—1587)
  - Лівонське королівство — Маґнус Данський (1570—1578)
  - Шведська Естляндія — Клас Окессон Тотт (1572—1574); Понтус Делагарді (1574—1575)
- Ірландія
  - Айргіалла — Арт Руад мак Бріайн (1562—1578)
  - Десмонд — Домналл Мак Карті (1558—1596)
  - Тір Еогайн — Тойрделбах Луйнех мак Нейлл Хонналайг майк Айрт Ойг О'Нейлл (1567—1593)
- Італія
  - Венеційська республіка — дож Альвізе I Моченіго (1570—1577)
  - Гуастальське графство — Чезаре I Гонзага (1557—1575)
  - Мантуанське герцогство — герцог Гульєльмо Ґонзаґа (1550—1587)
  - Мірандола (герцогство) (Ducato della Mirandola) — Галеотто III Піко делла Мірандола (1568—1597; з братом)
  - Герцогство Масси і Каррари — Альберіко I Чібо-Маласпіна (1553—1623)
  - Герцогство Модени і Реджо — Альфонсо II д'Есте (1559—1597)
  - Монферратське герцогство — Гульєльмо Ґонзаґа (1574—1587)
  - Герцогство Парми та П'яченци — Оттавіо Фарнезе (1547—1583)
  - Неаполітанське королівство — Філіп I (1558—1598)
  - Сардинське королівство — Філіп II (1556—1598)
  - Сицилійське королівство] — Філіп II (1556—1598)
  - Сорське герцогство — Джуліо делла Ровере (1539—1578)
  - Велике герцогство Тосканське — Козімо I Медічі (1569—1574); Франческо I Медічі (1574—1589)
  - Принц-єпископство Тренто — Людовіко Мадруццо (1567—1600)
  - Урбіно (герцогство) — Гвідобальдо II делла Ровере (1538—1574); Франческо Марія II делла Ровере (1574—1625)
  - Феррарська сеньйорія — Альфонсо II д'Есте (1559—1597)
  - Маркграфство Фінале — Альфонсо II дель Карретто (1535—1583)
- Кавказ
  - Арагві (еріставство) (არაგვის საერისთავო) — Ясон I (1558—1580)
  - Картлі — Давид XI (1569—1578)
  - Гурійське князівство — Георгій II Гурієлі (1564—1583)
  - Самцхе-Саатабаго — Кваркваре IV Джакелі (1573—1581)
  - Кахетинське царство — Леван (1520—1574); Олександр II (1574—1603)
  - Мегрельське князівство — Мамія IV Дадіані (1573—1578)
  - Тюменське ханство (Кавказ) — Атяков або Айтек (1569—1581)
- Німеччина
  - Герцогство Австрія — Максиміліан II (1564—1576)
  - Князівство Ангальт — Ангальт-Цербст (князівство) — Йоахім Ернст (1570—1586); Ангальт-Дессау — Йоахім Ернст (1561—1586); Ангальт-Кетен — до 1603 — приєднано до Ангальт-Цербст
  - Ансбах (князівство) — Георг Фрідріх (1543—1603)
  - Баварія (герцогство) — Альбрехт V (1550—1579)
  - маркграфство Баден-Баден — Філіп II (1569—1588)
  - Байройт (князівство) — Георг Фрідріх (1553—1603)
  - Берг (герцогство) — Вільгельм (1539—1592)
  - Берхтесгаден (пробство) — Якоб ІІ Путріх (1567—1594)
  - Маркграфство Бранденбург — курфюрст Йоган II Георг (1571—1598)
  - Герцогство Брауншвейг-Люнебург — Вільгельм ІІ Молодий (1559—1592)
  - Принц-єпископство Бріксен — Крістофоро Мадруццо (1542—1578)
  - Вадуц (графство) — Рудольф VII (1572—1611)
  - Вюртемберг (герцогство) — Людвіг (1568—1593)
  - Вюрцбург (принц-єпископство) — Юліус Ехтер фон Меспельбрунн (1573—1617)
  - Гессен-Дармштадт — Георг I (1567—1596)
  - Гессен-Кассель — Вільгельм IV (1567—1592)
  - Гессен-Марбург — Людвіг IV (1567—1604)
  - Принц-єпископство Гільдесгайм — Ернст (1573—1612)
  - Гольштейн-Піннеберг — Адольф XI з братом (1560—1601)
  - Гоя (графство) (Grafschaft Hoya) — Еріх V (1563—1575)
  - Архієпископ Зальцбургу — Йоганн Якоб фон Кен-Беласі (1560—1586)
  - Пфальц-Цвайбрюккен — Йоганн I (1569—1604)
  - Каммін (єпископство) — Йоганн Фрідріх I (1556—1574); Казимир VII (1574—1602)
  - Герцогство Каринтія — Карл II (1564—1590)
  - Кельнське курфюрство — Залентін фон Ізенбург (1567—1577)
  - Кенігсегг (Königsegg) — барон Марквард IV і Георг II (1567—1622)
  - Клеве (герцогство) — Вільгельм (1539—1592)
  - Констанц (князівство-єпископство) — Марк Сіттіх фон Гогенемс Альтемпс (1561—1589)
  - Курпфальц — Фрідріх III (1559—1576)
  - Ліппе-Детмольд — Симон VI (1563—1613)
  - Любекське князівство-єпископство — Еберхард II фон Холле (1561—1589)
  - Архієпископ Майнца Даніель Брендель фон Гомбург (1555—1582)
  - Марк (графство) — Вільгельм (1539—1592)
  - Мекленбург-Гюстров — Ульріх Мекленбурзький (1555—1603)
  - Мекленбург-Шверін — Йоганн Альбрехт I Мекленбурзький (1547—1576)
  - Нассау-Саарбрюккен — граф Йохан IV (1554—1574); Філіп IV (1574—1602)
  - Графство Ольденбург — Йоганн VII (1573—1603)
  - Пруссія (герцогство) — Альбрехт-Фрідріх (1568—1618)
  - Пфальц-Зульцбах — Отто Генріх (1569—1604)
  - графство Рітберг — Армгард (1565—1584)
  - Саксен-Веймар — Фрідріх Вільгельм I (1573—1602)
  - Саксен-Лауенбург — Франц I (1573—1581)
  - граф Тиролю — Фердинанд II (1564—1595)
  - Фельденц (графство) — Георг Йоганн I фон Пфальц-Фельденц (1569—1592)
  - Герцогство Штирія — Карл II (1564—1590)
  - Юліх-Клеве-Берг — герцог Вільгельм (1539—1592)
- Піренейський півострів
  - Португальське королівство — король Себаштіан (1557—1578)
  - Наваррське королівство — Генріх III (1572—1610)
- Польща — Генріх III Валуа (1573—1574)
  - Берутувське князівство — Генріх III Мюнстерберзький (1565—1574); до 1604 у володінні родини фон Шиндель
  - Бжезьке князівство — Георг II Бжезький (1547—1586)
  - Олесницьке князівство — Карл II Мюнстерберзький (1565—1617)
  - Легницьке князівство — Генріх XI Легницький (1559—1576)
  - Тешинське герцогство — Вацлав III Адам (1528—1579)
- Касимовське ханство — Мустафа-Алі (1573—1583)
- Московське царство — Іван Грозний (1547—1584)
- Румунія; Молдова
  - Волощина — господар Олександру II Мірча (1568—1574); Вінтіла I (1574); Олександру II Мірча (1574—1577)
  - Молдавське князівство — Іван Лютий (1572—1574); Петро VI Кульгавий (1574—1579)
  - Трансильванське князівство — Стефан Баторій (1571—1586)
- Скандинавія
  - король Данії — Фредерік II (1559—1588)
  - Король Норвегії — Фредерік II (1559—1588)
  - Швеція — Юган III (1569—1592)
- Угорське князівство — король Максиміліан II (1564—1576)
- Україна —
  - Кримське ханство — Девлет I Ґерай (1551—1577)
- Французьке королівство — Карл IX Валуа (1560—1574); Генріх III (1574—1589)
  - Барське герцогство — Карл III (1545—1608)
  - Голландія — Філіп II (1555—1581)
  - Люксембург (герцогство) — Філіп II (1556—1598)
  - Льєзьке єпископство — Герард ван Гроозебек (1563—1581)
  - Монбельярське графство — Фрідріх I (1558—1608)
  - Монако — Оноре I (1523—1581)
  - Оранське князівство — Вільгельм I Оранський (1544—1584)
  - Савойське герцогство — Еммануїл Філіберт (1553—1580)
  - Фуаське графство — Генріх IV (1562—1610)
- Король Богемії (Чехія) — Максиміліан II (1564—1576)
- Шотландія
  - Король Шотландії — Яків I (1567—1625)
- Святий Престол; Папська держава — папа римський — Григорій XIII (1572—1585)
- Вселенський патріарх — Єремія II Транос (1572—1579)

## Азія
- Близький Схід
  - Рамазаногуллари — Ібрагім Пірі Мехмед (1569—1586)
  - Османська імперія — Селім II (1566—1574); Мурад III (1574—1595)
  - Шаріфат Мекки — Аль-Хасан III (1566—1583)
    - Ємен (еялет) — Осман Паша Озбемироглу (1569—1573/1576)
    - Лахса (еялет) — Сінан-паша (1573—1575)
- Персія; Середня Азія
  - Сефевідський Іран — Тахмасп I (1524—1576)
    - Карабаське беклярбекство — Пайкар-султан (1570—1577)
- Індія і Шрі-Ланка
  - Аділ-шахи — Алі Аділ-шах I (1558—1579)
  - Ахмеднагарський султанат — Муртаза Нізам-шах I (1565—1588)
  - Ахом — Сукхаамфа (1552—1603)
  - Бенгальський султанат — Дауд-хан Каррані (1572—1576)
  - Бідарський султанат — Алі Барід-шах I (1542—1580)
  - Віджаянагарська імперія — Шрі Ранга I Аравіду (1572—1586)
  - Гархвал (держава) — Прітві Шах (1552—1614)
  - Горкха (королівство) — [Пурна-шах]] (1570—1605)
  - Султанат Голконда — Ібрагім Кулі Кутб-шах (1550—1580)
  - Джайпур (князівство) — Біхарі Дас (1548—1574); Бгаґван Дас (1574—1589)
  - Джайсалмер (князівство) — Харадж Сінгх (1562—1578)
  - Джодхпур (князівство) — Чандрасен Ратхор (1562—1581)
  - Імперія Великих Моголів — Акбар I Великий (1556—1605)
    - Бенгальська суба — Мунім-хан (1574—1575)

  - Канді (королівство) — Караліядде Бандара (1552—1583)
  - Кашмірський султанат — Алі-шах II (1570—1578)
  - Майсур (князівство) — Чамараджа Водеяр IV (1572—1576)
  - Династія Малла — Махендра Малла (1560—1574); Садашива Малла (1574—1578)
  - Мевар (князівство) — Пратап Сінґх (1572—1586)
  - Мустанг (королівство) — Дондуб Дорджі (? — ?)
  - Нарвар — Аскаран (1548—1599)
  - Хандеський султанат — Міран Мухаммад-шах II (1566—1576)
  - Джафна (держава) — Періяпіллай (1570—1582)
  - Котте (королівство) — Дгармапала (1551—1597)
  - Сітавака — Маядуне (1521—1581)
  - Губернатор Португальської Індії — Антоніо Моніс Баррето (1573—1576)
- Індонезія; Південно-Східна Азія
  - Султанат Ачех — Алі Ріаят Сіах І (1571—1579)
  - Аюттхая (королівство) — Маха Таммарача (1569—1590)
  - Банджармасін (султанат) — Хідаятуллах I (1570—1595)
  - Султанат Бантен — Маулана Юсуф (1570—1580)
  - Брунейська імперія — Саїф Ріджал (1530? — 1581)
  - Джамбі (султанат) — Панембахан Бахан Саво (1565—1590)
  - Султанат Джохор — Абдул Джаліл-шах II (1571—1597)
  - Династія Мак — Мак Мау Хоп (1561—1592)
  - Ланна (держава) — Вісуттхітхеві (1564—1578)
  - Лансанг — Сен Сулінта (1571—1591)
  - Пагаруюнг — Султан Індонаро (1570—1580/1600)
  - Могн'їн (князівство) — Хсо Хкое Хпа (1564—1580)
  - Магінданао (султанат) — Мака-аланг Сарипада (1543—1574); Бангкая (1574—1578)
  - М'яу-У — Палаун (1572—1593)
  - Кедах (султанат) — Музаффар-шах III (1547—1602)
  - Нгуєн (тюа) — Нгуєн Хоанг (1558—1613)
  - Пандуранга — По Ат (1553—1578)
  - Султанат Сулу — Амірул-Умара (Муїззул Мутаваддін, Насіруддін; 1519—1579)
  - Таунгу — Баїннаун (1551—1581)
  - Тернатський султанат — султан Бабулла Дату Шах (1570—1583)
  - Тідорський султанат — Гапі Багуна (1560—1599)
- Кхмерська імперія — Баром Рачеа I (1556—1576)
- Накхонситхаммарат (держава) — до 1629 імена невідомі
- Китай; Монголія
  - Тибет — десі (регент-володар) — міжусобна боротьба до 1576
    - У-Цанг — Карма Цетен (1565—1599)

  - Династія Мін — Чжу Їцзюнь (1572—1620)
  - Династія Північна Юань — Тумен-Ясаґту-хан (1557—1592)
- Окінава; Королівство Рюкю — Сьо Еі (1572—1588)
- Корея
  - Чосон — Сонджо (1567—1608)
- Середня Азія і Сибір
  - Дербен-Ойрат — Хонгор-нойон (1530—1577)
  - Казахське ханство — Хак-Назар-хан (1537—1580)
  - Марашіян — Султан-Мурад I (1561—1574); Султан-Махмуд II (1574—1578)
  - Велика Ногайська Орда — Дін-Ахмет (1563—1578)
  - Сибірське ханство — Кучум (1563—1598)
  - Хівинське ханство — Хаджи Мухаммад-хан (1558—1593)
  - Держава Шейбанідів — Іскандер-хан (1561—1583)
  - Яркендське ханство — Абд ал-Карім-хан (1559—1591)
- Японія — Імператор Оґіматі (1557—1586)

## Африка
- Алжирський еялет —Рамдан-паша (1573—1576)
- Аллада (держава) — Агбанде (1560—1580)
- Багірмі (королівство) — Абдалах (15608-1608)
- Бамум (держава) — мфон Нгоу ІІ (1568—1590)
- Баол (держава) — Амарі Нгоне I (1560—1593)
- Борну — Ідріс III (1570—1602)
- Буганда — Джемба (1564—1584)
- Ваало — Мбані Натаго (1565—1574); Ма Модже Ндіак (1574—1583)
- Варсангалі (султанат) — гараад Мохамуд III (1555—1585)
- Ваттасиди — Абдаллах аль-Галіб (1557—1574); Мухаммад аль-Мутаваккіль (1574—1576)
- Волоф (держава) — Лат-Самба (1566—1597)
- Імператор Ефіопії — Сарса Денгел (1563—1597)
- Єгипетський еялет — Гусейн-паша Болянич (1573—1574); Гадім Месі-паша (1574—1580)
- Королівство Імерина — Андріаманелу (1540—1575)
- Кайор — Амарі Нгоне I (1549—1593)
- Койя (королівство) — Фаіима III (1560—1605)
- Королівство Конго — Алвару I (1567—1587)
- Імперія Малі — внутрішня боротьба до 1590
- Мономотапа — мвене-мутапа Негомо Чирісамгуру (1560—1589)
- Ндонго — Нгола Кілуанджі кіа Ндамбі (1561—1575)
- Нрі — Езе Нрі Фенену (1512—1582)
- Салум — Салеотане Діуф (1567—1612)
- Сеннар (султанат) — Дакін (1568—1586)
- Імперія Сонгаї — Аскія Дауд (1549—1582)
- Імперія Фута Торо — Гелааджо Табара I (1563—1579)
- Харер (султанат) — Мухаммед ібн Насір (1573—1576)
- Хафсіди — Абу Абдаллах Мухаммад VI (1573—1574). Зникнення.

## Південна Америка
- Віцекоролівство Перу — Франциско де Толедо (1569—1581)
- Генерал-капітанство Чилі — Мельхор Браво де Саравія (1567—1575)

## Північна Америка
- Іспанська Флорида — Педро Менендес де Авілес (1565—1574); Дієго де Веласко (1574—1575)